# Bród Nowy
Bród Nowy – wieś w Polsce położona w województwie podlaskim, w powiecie suwalskim, w gminie Suwałki.
W latach 1954-1958 wieś należała i była siedzibą władz gromady Bród Nowy, po jej zniesieniu z powodu zmiany siedziby w gromadzie Kuków-Folwark. W latach 1975–1998 miejscowość administracyjnie należała do województwa suwalskiego.